# Густов (Германия)
Густов (нем. Gustow) — община в Германии, в земле Мекленбург-Передняя Померания. Входит в состав района Рюген. Подчиняется управлению Берген ауф Рюген. Расположена на юго-западе острова Рюген.
Население составляет 636 человек (2012); в 2003 г. — 642. Занимает площадь 28,44 км².

## Достопримечательности
Церковь, построенная в 1708—1734 годах.

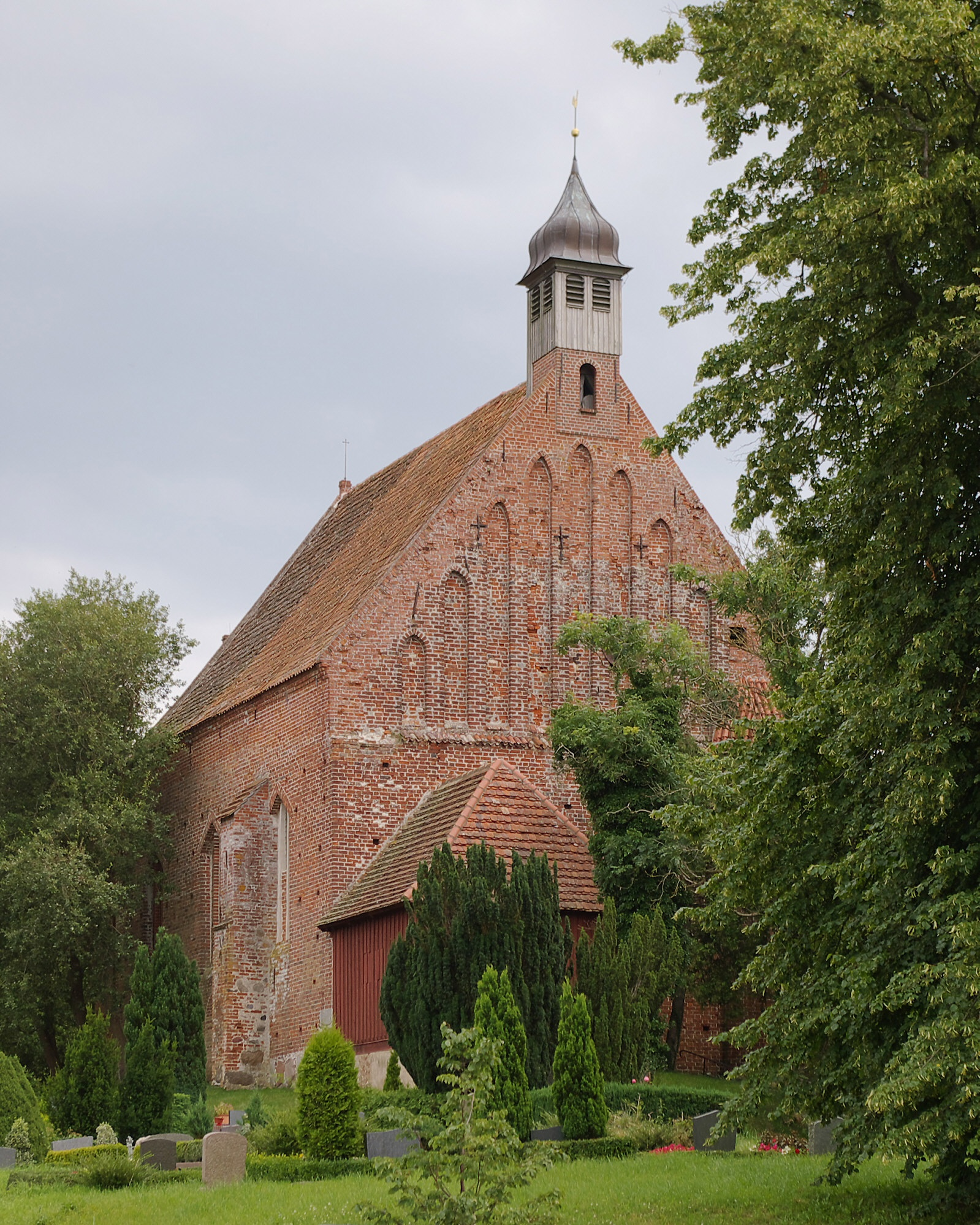
Церковь
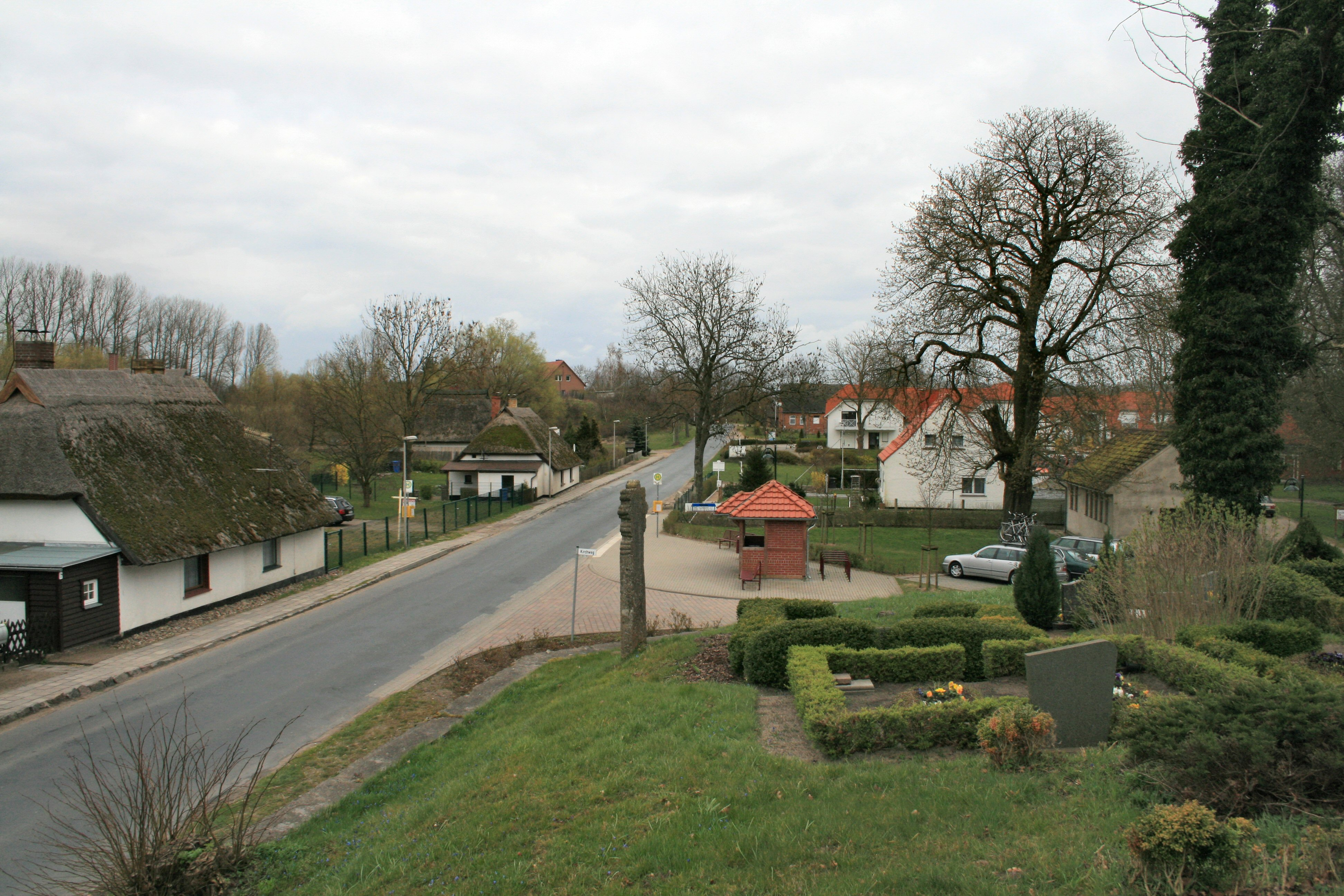
Вид на Густов от церкви